# Multscher
Multscher ist der Name einer Ulmer Künstlerfamilie des ausgehenden Mittelalters. Ihr Werk wird zur Ulmer Schule gezählt; Hans Multscher gilt als deren früher Vertreter oder gar „Begründer“.

## Bekannte Mitglieder
- Hans Multscher (um 1400–1467), Bildhauer
- Heinrich Multscher (* um 1400), Bildhauer; Bruder des bekannteren Hans Multscher